# Dinesh Mishra

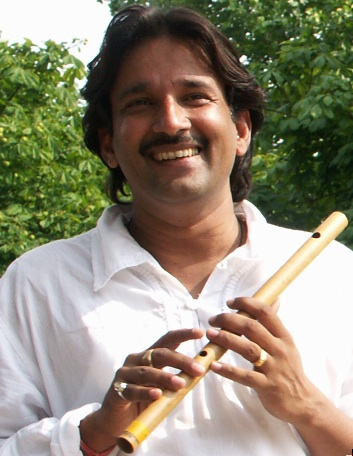
Dinesh Mishra, 2008

Dinesh Mishra (* 1969 in Varanasi, Indien) ist ein indischer Flötenspieler und Komponist.

## Karriere
Mishra begann seine Musikkarriere im Jahre 1989 durch diverse Auftritte mit bekannten Musikern. Anfang der 1990er Jahre schloss er seine Lehre an der Faculty of Performing Arts, Banaras Hindu University mit einem Diplom im Fach „klassische indische Bambusflötenmusik“ ab. Als ehemaliger Meisterschüler des indischen Musikers Pandit Hariprasad Chaurasia tritt er nun sowohl mit Bands, wie auch als Solo-Künstler in der ganzen Welt auf. In Europa arbeitet er z. B. mit Markus Stockhausen, Nippy Noya, T. M. Stevens, Jim Galakti und anderen zusammen. 
Dinesh komponiert und produziert seit 1995 Filmmusik für viele Bollywood Filme. Darüber hinaus arbeitet er für den „Mumbai Education Trust“ seit 2003 als Flötenlehrer und unterrichtete viele junge Schülerinnen und Schüler weltweit.
Als „Artist in Residence“ der Akademie der Kulturen NRW kommt er seit 2007 für zweimal drei Monate im Jahr nach Europa. Dabei präsentiert er seine Weltmusik – eine Mischung aus klassischer indischer Musik, europäischem Jazz und anderen ethnischen Einflüssen – und lehrt im Rahmen des mit Rechungpa Reinhard Kreckel entwickelten Programms der „Internationalen Akademie für Intuitive Weltmusik“. Professionelle und ambitionierte Musiker sowie Studierende aller Hochschulen – letztere durch Unterstützung des BMBF sogar kostenfrei – können in Studienprojekten mit Abschlusskonzerten völlig neue musikalische Erfahrungen machen. 
Im Ruhrgebiet unterrichtet er im Bola – Haus der Kulturen, der Bildungsstätte der Akademie der Kulturen NRW in Bochum, Weltmusik-Improvisation, Intuitive Musik und Klassische indische Musik für Profis, Nachwuchskünstler und Youngsters.

## Diskografie

### Alben
- 2008: India Spirit
- 2008: Indian Dreams
- 2008: Indian Meditation
- 2008: India Lounge
- 2012: Chakra Balancing